# Doris Payne
Doris Marie Payne (født 10. oktober 1930 i Slab Fork, West Virginia) er en amerikansk dømt juveltyv.

## Tidlige liv
Payne blev født i Slab Fork, West Virginia, i en kulmine. Hendes far var sort amerikaner og hendes mor Cherokee. Det er oplyst, at hendes far var så usikker på at være sammen med en så smuk kvinde, at han valgte at banke det smukke ud af hende. Paynes beslutning om at hjælpe sin mor med at flygte var en del af hendes livsstilsændring. 

## Forbrydelser
Paynes karriere som international juveltyv strækker sig over seks årtier med en straffeattest, der går tilbage til 1952. Hendes modus operandi er at gå ind i smykkebutikker, forklædt som en velhavende kvinde, der typisk er på udkig efter en diamantring. Ved hjælp af sin charme engagerer hun ekspedienten og beder om at se et udvalg af varer. I sidste ende får hun ekspedienten til at glemme, hvor mange varer der er udenfor montren, og på et tidspunkt vil hun forlade butikken med en eller to stykker.
Hendes forbrydelser har strakt sig over fem årtier. Hun er blevet anholdt mange gange. Hun er en karrierekriminel.
Payne er mest kendt for at stjæle en 10-karat diamantring til værdi af 500.000$ (US) i Monte Carlo i 1970'erne. Hun flygtede til Frankrig, men blev tilbageholdt i Nice og senere udleveret til Monte Carlo, hvor hun blev tilbageholdt i ni måneder, før hun bliver frigivet, da de Monegaskiske myndigheder var ude af stand til at finde de stjålne smykker.
Payne blev arresteret i Ohio i 1980'erne, efter at hun flygtede fra varetægtsfængsling under et sygehusbesøg.
22. januar 2010 blev Payne arresteret i Costa Mesa, Californien for at fjerne mærker fra en Burberry trench coat til 1.300 $ i en butik og efterfølgende forlade butikken med den. I januar 2011, i en alder af 80 år, blev Doris i San Diego idømt 16 måneders i fængsel for at stjæle en 1 karat diamantring.
29. oktober 2013, 83 år gammel, blev Payne anholdt for at stjæle en diamantring til 22.500 $ i Palm Desert, Californien. Payne erkendte sig skyldig. 30. april 2014 blev hun idømt to års fængsel efterfulgt af to års prøveløsladelse og blev beordret til at holde sig væk fra smykkebutikker. Hun blev dog løsladt tre måneder senere på grund af overfyldte fængsler. I juli 2015 blev hun efter sigende rapporteret for at stjæle igen, og man mente, hun havde stjålet en ring til 33.000 $ (US), selv om dette ikke er blevet bevist endnu.
23. oktober 2015 blev hun fanget af overvågningskameraer, da hun puttede et par Christian Dior-øreringe til en værdi af 690 $ i sin lomme i Atlanta, Georgia. Hun blev anholdt og sigtet for butikstyveri. 
Payne har åbent talt om sin forbrydelser og har brugt mindst 20 aliaser, mindst ti social security-numre og mindst ni datoer for sin fødsel.
Det påstås i Charlotte, North Carolina, at Payne 11. juli 2015 besøgte en smykkebutik. Efter at hun var gået, opdagede de ansatte, at der manglede en diamantring til en værdi af 33.000 $ i et udstillingsvindue. Politiet har ikke udstedt en officiel erklæring eller APB, men den lokale filial af tvstationen ABC har advaret alle guldsmede om den påståede forbrydelse og opfordret dem til at være på udkig. Der blev udstedt arrestordre på Payne i august 2015 af Charlotte-Mecklenburgs sherifs department.
I Atlanta, Georgia, den 13. december 2016, blev hun igen arresteret for tyveri.

## Dokumentarfilm
Der er lavet en dokumentarfilm om hendes liv, Liv og Forbrydelser af Doris Payne, i hvilken Payne i detaljer beskriver mange af sine forbrydelser, fra de tidligste tyverier i sine unge år frem til sin anholdelse i 2011 i en alder af 80 år for at stjæle en diamantring fra et Macy's stormagasin. Retssagen for denne forbrydelse er beskrevet i dokumentarfilmen, og hendes sidste interview i filmen finder sted i fængslet, hvor hun blev indsat for forbrydelsen. Imidlertid oplyses publikum om, at hun siden er blevet løsladt, kun for at begå og blive dømt for et anden smykketyveri kort tid efter i en alder af 83 år.

## Yderligere ressourcer
- "80-year-old international jewel thief Doris Payne to be jailed for 'charming' Macy's raid". Daily Mail. 14. januar 2011. Arkiveret fra originalen 23. oktober 2012. Hentet 6. november 2013.
- "International Jewelry Thief Talks To 10News". 10News.com. 22. januar 2011. Arkiveret fra originalen 7. marts 2012. Hentet 6. november 2013.
- http://www.nzherald.co.nz/world/news/article.cfm?c_id=2&objectid=10699699 Arkiveret 22. januar 2011 hos  Wayback Machine  (Webside ikke længere tilgængelig)
- "80-year-old jewel thief faces 5 years in prison". Los Angeles Times. 15. januar 2011. Arkiveret fra originalen 5. november 2013. Hentet 6. november 2013.